# شاهین‌دژ
شهر شاهین دژ مرکز شهرستان شاهین دژ در استان آذربایجان غربی واقع شده است. این شهر در فاصله ۲۰۰ کیلومتری از مرکز استان قرار دارد و جزو تاریخی‌ترین شهرهای استان آذربایجان غربی و ایران است. جمعیت این شهر در سال ۱۳۸۵ برابر با ۴۳٬۱۳۱ نفر و ۹٬۹۱۶ خانوار اعلام شده است.

## تاریخچه شهر
شاهین دژ در قرن هفتم قبل از میلاد آئوکانه (aukane) نامیده شده است و در مورد نام صایین‌قلعه طبق تواریخ در دورهٔ ساسانیان عدهٔ زیادی از مردم جهت نیایش به آتشکدهٔ آذرگشسب واقع در تخت سلیمان در ۳۰ کیلومتری شهر فعلی صایین قالا می‌رفتند که بسیاری از این افراد از بزرگان و سلاطین ساسانی بوده‌اند که از قبل از رسیدن به آتشکده در محل شاهین دژ قلعه ای جهت استراحت بنا کرده و نام آن را شاهین دژ نهادند.
بعد از ظهور اسلام شاهین دژ، صائین‌قلعه نام گرفت و در دورهٔ پهلوی «شاهین دژ» نام گرفت و هم‌اکنون نیز به همین نام خوانده می‌شود.

## پیشینه

### دوره قاجار
این شهر در دوران قاجاریه و پهلوی ارباب‌نشین بوده و از ارباب‌های آن می‌توان به یمین لشکر، حسام لشکر، امین التجار و عزت‌الدوله‌خان اشاره کرد،
مرکز ارباب‌نشینی این شهر روستای هولاسو بوده
و از مائین‌بلاغ تا محمودآباد جزو اربابیه این شهر محسوب می‌شد.
شاهین دژ تا سال۱۳۴۰ جزو شهرستان مراغه بوده که طبق تصویب‌نامه شماره ۱۲/۲۷۳۷۰ در تاریخ ۱۳۳۹ به شهرستان میاندوآب منفک شد و در سال ۱۳۶۹ بر اساس مصوبات تقسیمات کشوری مستقل گشته و به عنوان شهرستان محسوب گردید.

## نام‌گذاری
شاهین دژ (قلعهٔ عقاب) پیش از اسلام بر سر راه آتشکدهٔ آذرگشنسب قرار گرفته بود و بزرگان زرتشتی پس از زیارت این مکان مقدس، در ۳۰ کیلومتری غرب آن، قلعه‌ای برای استراحت خود ساخته بودند که این قلعه به‌تدریج بزرگ و بزرگ‌تر شد و نهایتاً تبدیل به یک شهر کوچک گردید. شاهین به‌عنوان نگهبان این قلعه استفاده می‌شد و هم‌اکنون نیز در شمال این شهر صخره‌هایی معروف به لانهٔ عقاب موجود است. نام این شهر پس از اسلام به «صائین‌قلعه» و در دورهٔ پهلوی نیز به «صائین‌دژ» تغییر پیدا کرد. پس از انقلاب اسلامی به همان نام تاریخی «صایین قالا» خوانده شد.
نام sainkala در بسیاری از متون تاریخی و نقشه‌هایی که از آذربایجان در دسترس است درج شده است.

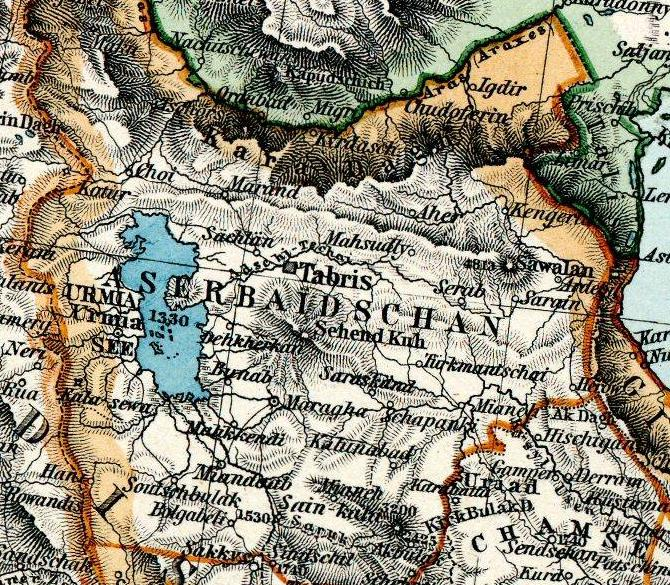
نام شاهین دژ (Sainkaleh) در نقشه بسیار قدیمی نقشهٔ ایران و توران در دورهٔ قاجاریه
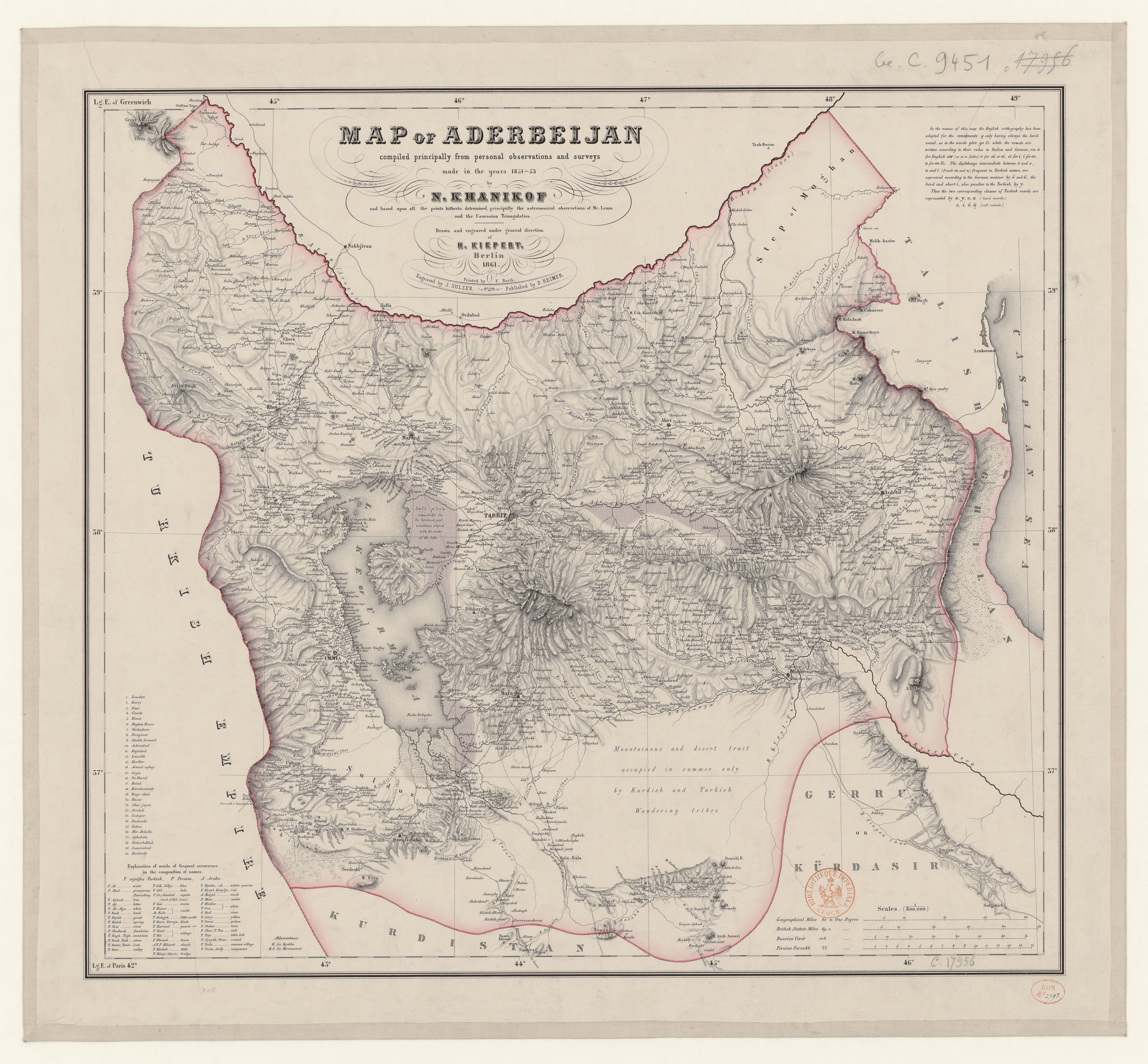
نقشهٔ آذربایجان، سال ۱۸۵۱ میلادی برابر با ۱۲۳۰ شمسی که نام صایین قالا به انگلیسی Sainkala درج شده است. ترسیم شده توسط هاینریش کیپرت، برلین آلمان ۱۸۶۱. نقشه‌بردار: نیکولای خانیکوف.
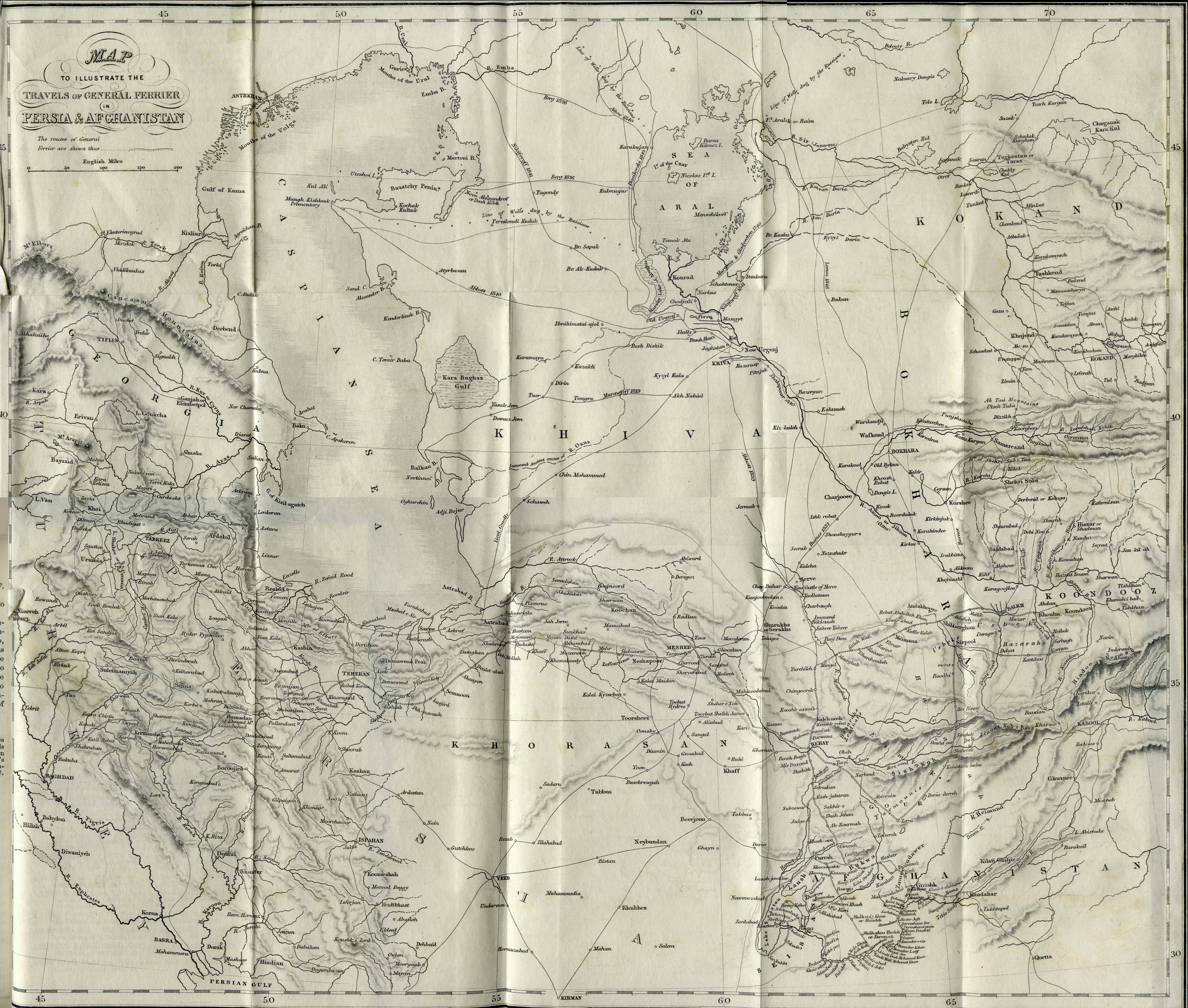
نام صائین‌قلعه به انگلیسی Sainkaleh، سال ۱۸۵۶ در نقشه درج شده است

## مردم‌شناسی
اکثر مردم شاهین‌دژ آذری هستند و به زبان ترکی آذربایجانی صحبت می‌کنند. گروه‌هایی از کردها (کردی سورانی و کردی جنوبی) و طوایف چهاردولی، موصلانی، زاخورانی، هشترودی (قره‌داغلی) و شاهسون نیز در شاهین‌دژ ساکن هستند. بیشتر مردم شاهین‌دژ مسلمان بوده و دارای مذهب شیعه و سنی هستند.
مردم آذری این شهر اکثراً از ایل افشار هستند.
.

### گویش و لهجه
بیوک رسول اوغلو است که در سال ۱۹۹۶ طی مقاله‌ای منتشر و اعلام داشته است که این دسته‌بندی بر اساس ملاحظات میدانی و بر مبنای ۱- مشخصات آوایی، ۲- ویژگی‌های جغرافیایی مناطق و ۳- قواعد زبانی (قواعد کلی و هماهنگی اصوات) می‌باشد. بیوک رسول اوغلو لهجه‌های ترکی آذربایجانی در ایران را به ۸ گروه به شرح زیر دسته‌بندی کرده است (در مقاله اصلی لهجه نهم لهجه خلج نامیده شده در حالی که زبان خلجی یک زبان مستقل است):
1. لهجه تبریزی
2. لهجه قره داغ
3. لهجه همدانی (ترکی همدانی)
4. لهجه اردبیل
5. لهجه زنجان
6. لهجه یامچی
7. لهجه ارومیه‌ای
8. لهجه مراغه‌ای

مطابق تقسیم بندی رسول اوغلو، ترک‌زبانان شاهین دژ به لهجه مراغه‌ای تکلم می‌کنند همچنین لهجه مراغه‌ای در دیگر مناطق جنوبی آذربایجان ایران نظیر میاندوآب، باروق، چاراویماق و هشترود نیز تکلم می‌شود. 
همچنین آکوپ دیل آچار، زبان‌شناس ترکیه ای، لهجه ترکی آذربایجانی ایران را به ۹ گروه جغرافیایی به شرح زیر دسته‌بندی کرده است:
1. مرکزی: تبریز، مراغه، ترکمنچای
2. شمالی: مرند، اهر
3. شمال غربی: خوی
4. شمال شرقی: بجروان، بکرآباد
5. شرقی: اردبیل، خلخال
6. جنوب شرقی: زنجان
7. جنوبی: شاهین دژ
8. جنوب غربی: نقده
9. غربی: ارومیه، سلماس

مطابق تقسیم بندی آکوپ دیل آچار، ترک زبانان شاهین دژ به لهجه جنوبی از زبان ترکی آذربایجانی سخن می‌گویند.

## وضعیت طبیعی

### جغرافیا
شاهین دژ بین ۳۶ درجه و ۴۰ دقیقهٔ عرض شمالی و ۴۶ درجه و ۳۴ دقیقهٔ طول شرقی در ارتفاع ۱۴۰۶ متری از سطح دریا واقع شده است.

تصویر ماهواره‌ای از شاهین دژ در سال ۲۰۱۴ (۱۳۹۳)

این شهر از طرف شمال به ملکان، باروق و میاندوآب، از جنوب به سقز، از شرق به تکاب، از غرب به بوکان و از شمال شرق به مراغه و قره آغاج و هشترود محدود می‌شود.
شاهین دژ در منطقه افشار قرار گرفته است. منطقهٔ افشار از دو قسمت مشخص و با دو آب‌وهوای متفاوت تشکیل یافته، و در منتهی‌الیه جنوب خاوری آذربایجان غربی، مابین بیجار، گروس، سقز، خمسهٔ زنجان و سراسکند میانه واقع شده است. منطقه‌ای که مرکز آن تکاب است و معروف به محال علیا (یوخاری محال) و منطقهٔ دیگر را که مرکز آن شاهین دژ فعلی است، محال سفلی (آشاغی محال) می‌نامند.
رودها با توجه به اینکه شاهین دژ در منطقه شمال و غرب فلات ایران واقع شده لذا از آب و هوای کوهستانی و معتدلی برخوردار است. که به لحاظ محصور بودن درمیان کوه‌ها زمستانهای پر برف وتابستان‌های نسبتاً گرمی را داراست. این شهر دارای چندین رودخانه فصلی ودائمی است که از جمله می‌توان به رودخانه همیشه خروشان زرینه رود و رودهای فصلی هولاسو، هاچه سو، خلج، رود قوره، خرمده، محمودآباد، ساروق و آجرلو اشاره نمود. شاهین دژ به دلیل داشتن پوشش گیاهی مناسب یکی از مناطق مهم ییلاقی است که مهم‌ترین آنها آغ داش - لیلی بلاغی - قزل یورد - محمود خان را نام برد.
همچنین این شهر دارای تعدادی از بزرگ‌ترین مراتع استان است.
نواحی اطراف و بخصوص نواحی شرقی شهرستان که در میان دو شهر شاهین دژ و تکاب
واقع شده‌اند یکی از کوهستانی‌ترین مناطق استان بوده و بسیار صعب‌العبور می‌باشند. ارتفاعات این مناطق، بیش ۳۰۰ روز یخبندان در سال را دارا اند.

نقشه DEM شهرستان شاهین دژ

#### زرینه رود
این رود با طول ۳۰۲ کیلومتر یکی از بلندترین و پرآب‌ترین رودهای شمال غرب ایران می‌باشد که شاخهٔ اصلی آن از سقز کوه‌های منطقه خورخوره و همچنین کوه‌های مرزی میان ایران و عراق در در نزدیکی گذرگاه مرزی سیف ابتدای «درهٔ شیلر» و کوه‌های چهل چشمه کردستان میان شهرستان‌های سقز، مریوان و دیواندره به همراه شاخ رود خورخوره از کوه‌های چهل چشمهٔ سرچشمه پس از گذر از شهرستان سقز وارد رود زرینه‌رود شده و شاخهٔ ساروق رود آن نیز از کوه‌های تکاب و تخت سلیمان وارد رود زرینه‌رود شده و با از عبور رود زرینه‌رود وارد دشت زرینه‌رود شهرستان شاهین دژ شده و با سیراب کردن دشت زرینه‌رود شاهین دژ وارد شهرستان باروق و بعد شهرستان میاندوآب شده و در جنوب دریاچه ارومیه با تشکیل یک دلتای وسیع به عرض حدود ۱۰ کیلومتر در مراتع باتلاقی تالاب قره قشلاق به دریاچهٔ ارومیه می‌ریزد.
در طول این مسیر چندین رود فصل از جمله رودخانه سقز، رودخانه خورخوره، ساروق چای، قوره چای، هولاسو چای، هاچه سو چای، اخچی چای، جوشاتو چای، آجرلو چای، قوروچای به زرینه رود ملحق می‌شوند. لیلان چای نیز به عنوان آخرین شاخه در حاشیهٔ شرقی شهر میاندوآب به این رود می‌ریزد. سد مخزنی زرینه‌رود (سد کاظمی) که دیوارهٔ آن در منتها الیه جنوبی محدودهٔ شهرستان شاهین دژ در نزدیکی «روستای گل چرمو شاهین دژ» احداث شده، بعد از سد زرینه‌رود چشم‌انداز زیبای با ترکیب کوه و دشت و سواحلی جنگلی کنار رود و باغات اطراف در حاشیه این رود زیبایی خاصی به منطقه شاهین دژ داده و همین چشم‌اندازهای زیبای کوه دشت و جنگل حاشیه کنار رود ادامه داشته تا به اولین شهر بعد سد زرینه‌رود یعنی شهر شاهین دژ رسیده و چشم‌اندازی زیبا و دلچسب کوه و دشت و جنگل را به حاشیه غربی شهر شاهین دژ داده و تفرجگاهی دراز و زیبا در کنار این رود به نام " جیغاتی قیراغی " را در حاشیه غربی شهر شاهین دژ به وجود آورده و زیبایی‌های این رود تا نزدیکی‌های سد نوروزلو ادامه داشته که سد انحرافی نوروزلو در محدوده شهرستان باروق برای کنترل سیلاب‌های این رود و مصارف کشاورزی و صنعتی بر روی زرینه‌رود احداث گردیده‌اند و همچنین از این سد، با خطوط عظیم لوله‌کشی، آب آشامیدنی و شرب تبریز تأمین می‌گردد. سپس زرینه‌رود با عبور از باغات و حاشیه شرقی شهر میاندوآب و باغات شمالی این شهرستان وارد دریاچه ارومیه می‌شود. متأسفانه در سال‌های اخیر به علت تأمین آب شرب کلانشهر تبریز و همچنین به علت کمبود بارش‌ها ناشی از تغییرات اقلیمی سطح کره زمین، سطح دبی رود زرینه‌رود در شهر میاندوآب و منطقه میاندوآب دیگر شرق شهر میاندوآب مانند سابق چشم‌انداز زیبای زرینه‌رود را دارا نمی‌باشد.
نام مغولی این رود «چغتو» یا «جغتای» بر گرفته از نام پسر دوم چنگیزخان به خاطر خروشان بودن آن می‌نامیده‌اند و امروزه به زبان‌های محلی به آن جیغاتی یا جه‌غه‌تو می‌گویند.

## موقعیت ترانزیتی
شاهین دژ در ۲۲۱ کیلومتری جنوب تبریز، ۱۹۸ کیلومتری جنوب شرق ارومیه و ۵۹۸ کیلومتری غرب تهران قرار دارد.
جاده ۲۳ (ایران) از این شهر عبور می‌کند و این شهر را به میاندوآب، تکاب، بیجار و همدان متصل می‌کند.
شاهین دژ همچنین دارای یک راه فرعی به بوکان به طول ۴۵ کیلومتر است که جاده ۲۱۸ نام دارد. و درحال حاضر وضعیت مناسبی ندارد.

### ترابری
| نام مسیر            | طول مسافرت KM         |
| ------------------- | --------------------- |
| شاهین دژ - بوکان    | ۴۵کیلومتر (کوتاهترین) |
| شاهین دژ - میاندواب | ۵۵ کیلومتر            |
| شاهین دژ - تکاب     | ۸۱ کیلومتر            |
| شاهین دژ - سقز      | ۶۵ کیلومتر            |
| شاهین دژ - بیجار    | ۱۸۶ کیلومتر           |
| شاهین دژ - مراغه    | ۱۲۰ کیلومتر           |
| شاهین دژ - همدان    | ۳۴۴ کیلومتر           |
| شاهین دژ - تبریز    | ۲۲۱ کیلومتر           |
| شاهین دژ - ارومیه   | ۱۹۸ کیلومتر           |
| شاهین دژ - مهاباد   | ۱۰۱ کیلومتر           |
| شاهین دژ - تهران    | ۵۹۸ کیلومتر           |

## پلاک اتومبیل
کدهای استان آذربایجان غربی برای شماره‌گذاری خودرو ۱۷ و ۲۷ و ۳۷ است که کد ۱۷ برای شهرستان ارومیه و کد ۲۷ و ۳۷ برای شهرستان‌های آن می‌باشد. پلاک خودروهای شاهین دژ ایران ل ۲۷ است.
البته کد ل ۲۷ برای پلاک خودروهای این شهر در آستانه ظرفیت خود قرار دارد و به زودی کد جدیدی برای پلاک این شهر تنظیم خواهد شد.

## آثار باستانی
تعداد دو تپهٔ دست‌ساز موجود در داخل شهر که در زمان حکومت مغول‌ها به‌منظور مقابله با حملهٔ دشمنان احداث شده اشاره کرد. در حفاری‌های صورت‌گرفته در سال ۱۳۸۸ بر روی یکی از این تپه‌ها (تپه قاپان) که به روش لایه‌نگاری پله‌ای انجام شد و از نقطهٔ ثابت تا خاک بکر نزدیک به ۲۴ متر لایه‌نگاری شده، دوره‌های اسلامی، ساسانی، مانایی، عصر آهن، برنز۳٬۲ و ۱، کالکولیتیک (عصر مس و سنگ) جدید، میانی و قدیم، و نیز عصر نئولیتیک (نوسنگی) شناسایی شد که قدیمی‌ترین لایهٔ استقرار این محوطهٔ مربوط به دورهٔ نوسنگی است که قدمت آن ۸۰۰۰ سال تخمین زده می‌شود. در حفاری‌های سال ۱۳۸۵ ظروف سفالی زرین‌فام متعلق به قرون سوم و چهارم هجری به دست آمد که نشانگر جایگاه این محوطه به‌عنوان یکی از مراکز مهم ساخت سفالینه‌های زرین‌فام است. یکی از ظروف مکشوفه از این منطقه که در آن شاهینی در حال شکار گوزن به تصویر آمده و کتیبه‌ای به خط کوفی با مضمون آرزوی یُمن و برکت برای صاحب ظرف بر روی آن حک شده در سال ۸۷ به‌عنوان نماد دهمین گردهمایی بین‌المللی باستان‌شناسی ایران که در هرمزگان برگزار شد، انتخاب شده بود.
حمام تاریخی قپان مربوط به اواخر دورهٔ قاجار است و خیابان شهید مطهری، کوچه ۱۵ خرداد راستهٔ قپان واقع شده است.
نمای آجری منحصربفرد با تزئینات آجرکاری بسیار زیبا در خیابان امام خمینی و همجوار بانک ملی واقع شده است. این اثر متعلق به دورهٔ اواخر قاجاری و هم‌زمان با حمام تاریخی قپان می‌باشد. این اثر در سال ۱۳۸۷ به ثبت ملی رسیده است.

## جاذبه‌های گردشگری
پارک جنگلی
پارک جنگلی داغلار باغی با مساحت تقریبی ۲۶ هکتار بزرگ‌ترین پارک مصنوعی شاهین‌دژ است که در شمال باختر این شهر واقع شده است. این پارک دارای دو آبنما است که درنهایت به‌صورت دو آبشار مصنوعی سرازیر می‌شوند.
زرینه‌رود
زرینه‌رود که با طول ۳۰۲ کیلومتر یکی از بلندترین و پرآب‌ترین رودهای شمال غرب ایران می‌باشد، از شاهین‌دژ عبور می‌کند. این رود دارای گونه‌های مختلف ماهی ازجمله ماهی اسبله، آمور، کپور طلایی و معمولی، کاراس، فیتوفاگ و بیگ‌هد، ماش، سفید و کیلکا و سیاه ماهی است. این رودخانه بزرگ یکی از جذاب‌ترین مناطق طبیعی استان آذربایجان غربی می‌باشد که امکان قایق‌رانی در تمامی طول آن وجود دارد و سالانه پذیرای گردشگران و توریست‌های بسیاری از داخل و خارج کشور است. تپه قپان
تپه قاپان که در زمان مغول برای مقابله با حملهٔ دشمنان ساخته شد، یکی از آثار ملی ثبت‌شدهٔ ایران در شاهین‌دژ است و قدمت آنها به بیش از ۸۰۰۰ سال می‌رسد. این تپهٔ باستانی طبیعی نبوده و به جهت استراحت کاروان‌ها و اهداف نظامی ساخته شده است. این تپهٔ تاریخی در مرکز شهر شاهین‌دژ قرار گرفته و از آثار مهم در مطالعات باستان‌شناسی عصر برنز، آهن و به‌ویژه اسلامی به‌شمار می‌رود.
حمام قپان
این حمام تاریخی در دورهٔ قاجار بنا نهاده شده و در قسمت باختری شاهین‌دژ واقع شده است. این حمام دارای سقفی گنبدی‌شکل است و روزنه‌های ایجادشده در آن برای تهویهٔ هوا و تأمین روشنایی کاربرد داشتند. ابتدایی‌ترین بخش این حمام رختکن است. بخش بعدی یک راهروی پیچ‌درپیچ است که رختکن را به گرمابه متصل می‌کند. در گرمابه دو نوع حوض وجود دارد که یکی دارای آب سرد و دیگری دارای آب گرم بوده است. برای گرم کردن آب حوض از آتش آتشخانه استفاده می‌شده و لوله‌های سفالی این آب گرم را به گرمابه منتقل می‌کرده است.
کوه پیر محمد
کوه پیر محمد، با ارتفاع ۲۷۲۰ متر در شمال شرقی شاهین‌دژ واقع شده که تقریباً از همه‌جای شهر قابل‌رویت است. این کوه به‌خصوص در فصل بهار از تفرجگاه‌های مهم شاهین‌دژ به‌شمار می‌رود.
کوه قره داش
قلهٔ کوه قره داش با ارتفاع ۲۸۷۱ متر در شمال شرقی شاهین‌دژ یکی از بام‌های این شهر است. هرساله کوهنوردان متعددی به قلهٔ این کوه صعود می‌کنند.
آبشار اوزان
آبشار اوزان در مجاورت روستایی به همین نام و در فاصلهٔ ۳۰ کیلومتری شرق شاهین‌دژ واقع شده است. بلندی این آبشار حدود ۱۵ متر است و در زمره آبشارهای دائمی قرار دارد در دره ای سرسبز و بسیار زیبا واقع شده است. مسیر رسیدن به این آبشار دارای پیچ و خم‌های بسیار و در مقطی سنگلاخی است اما سرسبزی دره منتهی به آبشار سختی مسیر را آسان و دلچسب می‌نماید. با رسیدن به انتهای دره آبشاری زیبا و بسیار پرآب به چشم می‌خورد که با صدایی مهیب به پایین می‌خزد. اطراف آبشار را درختان و درختچه‌های گوناگون فرا گرفته‌اند که در کنار پوشش گیاهی این منطقه چشم‌انداز زیبایی را به‌وجود آورده است.
مجموعه صخره ای بی بی کند
مجموعهٔ صخره‌ای بی‌بی کند متعلق به هزارهٔ پنجم قبل از میلاد است و در فهرست آثار ملی ایران به ثبت رسیده است. این مجموعه طبیعی نبوده و توسط انسان حفاری شده است و در نزدیکی روستای بی‌بی کند و در دل کوهی که بی‌بی کند نام دارد ایجاد شده است و در ۱۶ کیلومتری شهر شاهین‌دژ قرار گرفته است.
مجموعهٔ صخره‌ای بی‌بی کند به‌صورت چندین اتاق تودرتو حفاری شده است که توسط دالان‌هایی پیچ‌درپیچ و باریک به یکدیگر متصل شده‌اند. ورودی مجموعه به‌صورت یک ایوان است که در گذشته آب حاصل از چشمه جوشیده از دل کوه بی‌بی کند توسط یک مسیر باریک به این ایوان هدایت می‌شده است. سکوهایی سنگی نیز در ورودی به چشم می‌خورد که به شکل زیبایی با ظرافت تمام تراشیده شده‌اند. در داخل اتاق‌ها حفره‌هایی حفر شده است که نقش طاقچه یا سکو را ایفا می‌کرده است. در برخی اتاق‌ها نیز نورگیرهایی به چشم می‌خورد. در برخی قسمت‌ها نیز علاوه بر دالان‌ها از پله‌ها برای ایجاد ارتباط بین بخش‌های مختلف استفاده شده است.
نقوش صخره‌ای عقربلو
نقوش صخره ای عقربلو در روستای عقربلو در ۸ کیلومتری غرب شاهین‌دژ و در کنار رودخانه دائمی زرینه رود شاهین‌دژ واقع گردیده است.
در حدود ۵۰۰ متری شمال روستای عقربلو صخره‌ای وجود دارد که دارای سطحی صاف و صیقلی است. در ضلع شرقی این سطوح آثار حجاری انسان عصر شکار به چشم می‌خورد. این نقوش تصاویر زیبایی از چند بز کوهی و یک سری علائم دیگر را به تصویر کشیده است. اطلاعات دقیقی از زمان ایجاد این نقوش در دست نیست اما احتمال داده می‌شود که مربوط به دورهٔ پارینه‌سنگی باشند. این نقوش معمولاً آرزوهای نقاش را به تصویر می‌کشد، وجود این نگاره‌ها نشان از دیرینگی سکونت انسان در این مناطق دارد. کنده‌نگاره‌های عقربلو به‌طور کلی به چهار دستهٔ نقوش حیوانی، نقوش انسانی، نقوش هندسی و نقوش ابزارآلات (تیر و کمان و عصا یا نیزه) تقسیم می‌شوند.
قلعهٔ جوشاطو
قلعهٔ جوشاطو در ۱۲ کیلومتری شمال شرقی شهرستان شاهین‌دژ واقع شده است. در گذشته این قلعه جنبهٔ دفاعی داشته است.

## محله‌ها
- قزلباش پشت بیمارستان
- قلی‌کندی
- قره داش
- باکری
- قزلناو
- شهرک آزادگان
- شهرک جانبازان
- شهرک فرهنگیان
- شهرک شهید رجایی
- پاسداران
- خرمده
- کهنه کند
- چاباها
- سهند غربی
- سهند شرقی
- کشتارگاه